# بخش دلپذیر (شهرستان کلارک، اوهایو)
بخش دلپذیر (به انگلیسی: Pleasant Township) یک منطقهٔ مسکونی در ایالات متحده آمریکا است که در شهرستان کلارک، اوهایو واقع شده‌است.
 بخش دلپذیر ۱۰۹٫۸ کیلومتر مربع مساحت و ۳٬۲۳۸ نفر جمعیت دارد و ۳۶۴ متر بالاتر از سطح دریا واقع شده‌است.